# De Havilland Canada
La De Havilland Aircraft of Canada Ltd. es una compañía canadiense, diseñadora y fabricante de productos aeronáuticos, situada en la ciudad de Toronto, Ontario. La compañía fue fundada en el año 1928, por el fabricante británico de Havilland Aircraft Company, para la fabricación del modelo DH.60 Moth, destinado a servir de aeronave de entrenamiento para los pilotos canadienses. 
Después de la Segunda Guerra Mundial, de Havilland Canada empezó la fabricación de sus propias aeronaves. Durante los años 1980 de Havilland Canada estuvo controlada por Boeing. Tras diversos problemas, acabó en manos de Bombardier, que se hizo con la compañía en el año 1992. Bombardier continuó con la producción del DHC-8, mientras que vendió los derechos de fabricación de las aeronaves diseñadas anteriormente por la compañía (DHC-1 hasta el DHC-7) a Viking Air.

## Modelos fabricados

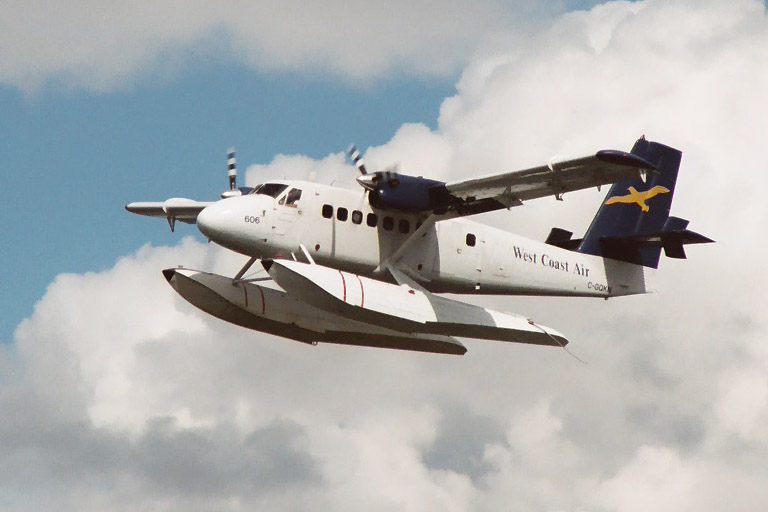
DHC-6 Twin Otter.

- DHC-1 Chipmunk
- DHC-2 Beaver
- DHC-3 Otter
- DHC-4 Caribou
- DHC-5 Buffalo
- DHC-6 Twin Otter
- DHC-7 Dash 7
- DHC-8 Dash 8